# Francisco Álvarez de Velasco y Zorrilla
Francisco Álvarez de Velasco y Zorrilla (Bogotá, 1647 - Madrid, 1708), fue un poeta, escritor y funcionario colonial colombiano. Fue alcalde de Bogotá y gobernador de Neiva. Su principal obra es Rhythmica sacra, moral y laudatoria, dedicada a Sor Juana Inés de la Cruz y considerada precursora del simbolismo.

## Biografía
Nacido en Bogotá, capital del virreinato del Nuevo Reino de Granada en 1647, se graduó a los 16 años en el Colegio Mayor de San Bartolomé. A esa misma edad se casó con Teresa de Pastrana y Cabrera e inició una carrera como funcionario colonial. Fue alcalde de Bogotá y gobernador y capitán general de la ciudad y Provincia del Valle de la Concepción de Neiva, fue también alcalde de La Plata (Huila) y alcalde de Sogamoso.
La muerte de su esposa en 1694 le sirvió de inspiración para escribir el poema Vuelve a su Quinta Anfrisosolo y Viuda durante estos años, escribió poemas morales y panegíricos mientras fue alcalde de Bogotá. Durante los años siguientes se convirtió en admirador de Sor Juana Inés de la Cruz y dedicó un riguroso estudio de ella y a su obra como mujer. Murió en Madrid en 1708 cuando ocupaba el cargo de procurador de Santa Fe procurando publicar todas sus obras.

## Crítica de su obra
Toda su obra poética quedó unida en un solo libro Rhythmica sacra, moral y laudatoria que fue calificado por Marcelino Menéndez Pelayo «de singular rareza» entre los poemas del libro se encuentra Elegías de decámetros a los dolores de la Santísima Virgen «intenso poema nuestro a pesar de haber sido escrito bajo la influencia inmediata de Virgilio y su ministerio» según William Ospina Rafael Torres Quintero dijo «Rítmica es una especie de enciclopedia del barroco colonial neogranadino» Jaime Tello opinó sobre Francisco Álvarez de Velasco y Zorrilla «un hombre que, ante todo, sintió el legítimo orgullo de ser americano; de un escritor que no se avergonzó de usar palabras y modismos típicos de América, en rigor cronológico, ¡el primer poeta auténticamente americano!. Es, en realidad, un precursor del neoclasicismo... No queremos con este intento de clasificación minimizar la calidad poética de Álvarez de Velasco. Aunque la mayoría de sus poemas son pedestres, prolijos, sin esa capacidad de síntesis y concreción que caracteriza la poesía lírica auténtica —y cuántos poemas mediocres nos legaron Lope y Góngora y Quevedo!—,escribió, en cambio, otros que son dignos de figurar junto a las obras maestras de sus predecesores peninsulares, y superiores, en todo caso, a las producciones de sus colegas neoclásicos...No fue, pues, un pobre poetastro que merezca juzgarse con cierta benévola y paternal indulgencia como lo hace Gómez Restrepo, ni descartarse por «el mal gusto de su tiempo», esta obra fue descubierta por Manuel del Socorro Rodríguez en 1792.

## Obras

### Poesía
- Rhithmica Sacra, moral y laudatoria (1703, publicado por el Inst. Caro y Cuervo, 1989).
- Carta laudatoria.

### Otros
- Axiomas del derecho.
- El perfecto juez; De privilegium pauperum et miserabilium.
- Sonora música a la purísima concepción de la Virgen.[3]